# 1996 SO8
1996 SO8 är en trojansk asteroid i Jupiters lagrangepunkt L4. Den upptäcktes 16 september 1996 av Uppsala-DLR Trojan Survey vid La Silla-observatoriet.
Asteroiden har en diameter på ungefär 31 kilometer.